# Союз ТМ-16
Союз ТМ-16 — пилотируемый космический аппарат из серии «Союз ТМ».

## Экипаж

### На взлёте
- Геннадий Манаков (2-й полёт) — командир
- Александр Полещук (1-й полёт) — бортинженер

### На посадке
- Геннадий Манаков (2-й полёт) — командир
- Александр Полещук (1-й полёт) — бортинженер
- Жан-Пьер Эньере (1 полёт) — космонавт-исследователь

## Описание полёта

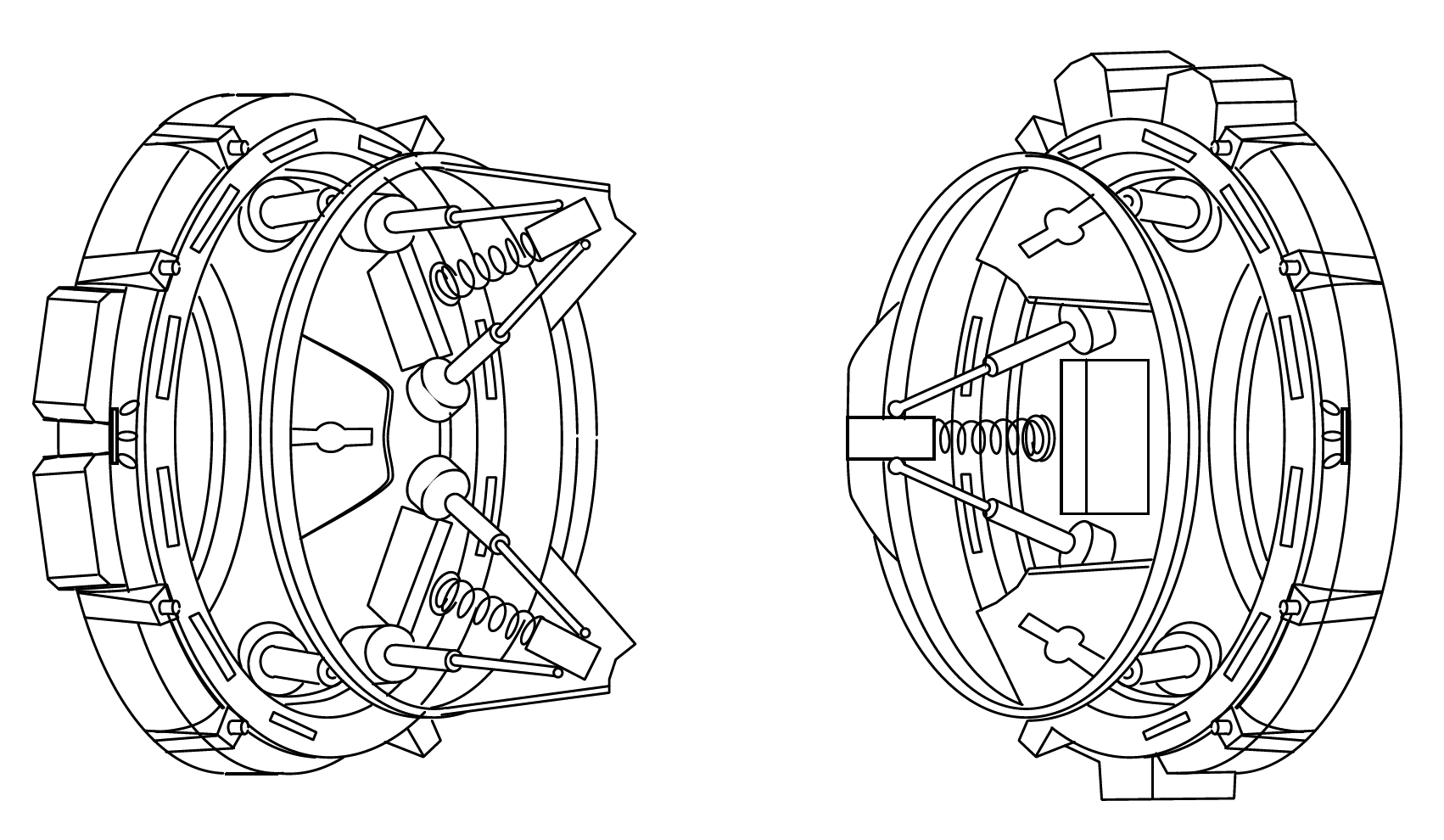
Андрогинная система стыковки АПАС-89

«Союз ТМ-16» был первым и до сих пор единственным кораблём Союз, оснащённым нестандартной системой стыковки и пристыкованным не к основному модулю станции «Мир» или модулю «Квант-1». На корабле впервые была применена система стыковки АПАС-89 (89 означает последние две цифры года разработки), представлявшая собой улучшенный вариант системы АПАС-75 (применявшейся во время миссий «Союз-Аполлон»). Эта система, в отличие от предыдущих, позволяла любому кораблю играть как активную, так и пассивную роль при стыковке. Данная система была разработана для обеспечения стыковки КК «Буран» к ОС «Мир». С этой целью на модуле «Кристалл» была установлена такая же система. Также подобной системой должны были оснащаться корабли серии «Союз» с тем, чтобы служить в роли спасательных кораблей при испытательных пилотируемых полётах системы «Буран». Такой «Союз» должен был находиться на Земле в состоянии готовности и при необходимости стартовать с одним космонавтом на борту с целью забрать космонавтов с «Бурана» и доставить их на «Мир» или на Землю.
После прекращения в 1992 году программы «Буран» единственный построенный «Союз» с такой системой стыковки был использован для доставки основного экипажа на ОС «Мир». «Союз ТМ-16» был пристыкован к модулю «Кристалл». Впоследствии система АПАС-89 применялась в программе «Мир» — «Шаттл», в некоторых модулях МКС и стыковочной системе Шаттлов для стыковки с МКС.
Ещё одной особенностью данной экспедиции был эксперимент «Знамя» по развёртыванию 20-метрового отражателя Солнца, доставленного кораблём «Прогресс М-15». При помощи этого отражателя планировалось изучить возможность применения таких отражателей для освещения больших наземных строек из космоса. Эксперимент прошёл неудачно — полностью развернуть отражатель не удалось.
Научная программа экспедиции состояла из астрофизических, материаловедческих, биологических, медицинских и технологических экспериментов. Помимо этого были проведены 140 наблюдений Земли. При этом делались предсказания урожая, поиск полезных ископаемых, наблюдения вулканической активности в инфракрасном диапазоне и наблюдения за нерестовыми местами некоторых видов рыб. Во время экспедиции проводились измерения космического излучения, наблюдение звёзд в УФ диапазоне, исследования верхних слоёв атмосферы (в том числе концентрации озона). Были проведены поиски межпланетных пылевых облаков, рентгеновских источников и тяжёлых элементов в нашей галактике. Изучалось поведение и возможности применения расплавленных металлов в невесомости. Особенно исследовалось поведение процессов плавления и смешивания в присутствии электростатических и магнитных полей. Помимо этого измерялась степень облучения внутри станции и испытания теплозащитных красителей.
Во время двух выходов в космос 14 апреля и 18 июня было подготовлено перемещение двух солнечных батарей с модуля «Кристалл» на модуль «Квант». С этой целью был проложен кабель и установлен прибор позиционирования солнечных панелей. В конце выходов станция обследовалась на внешние повреждения и была починена антенна связи.
Провиант и расходные материалы доставлялись транспортными кораблями «Прогресс М-16», «М-17» и «М-18».